# 재귀 (컴퓨터 과학)

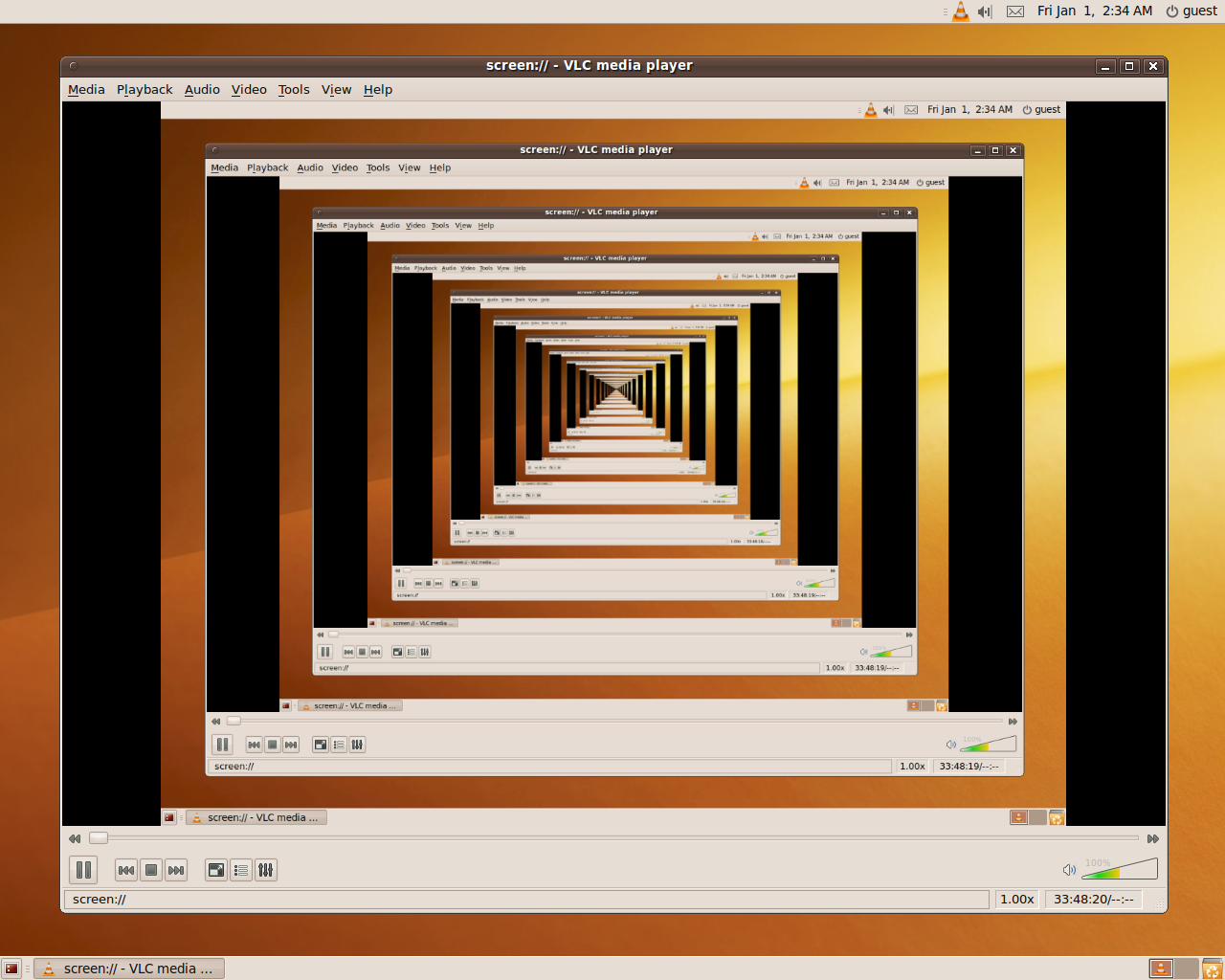
화면 녹화 프로그램에서의 재귀. 화면 속에 작은 화면이 무한히 들어간다.

컴퓨터 과학에 있어서 재귀(再歸, recursion)는 자신을 정의할 때 자기 자신을 재참조하는 방법을 뜻하며, 이를 프로그래밍에 적용한 재귀 호출(recursive call)의 형태로 많이 사용된다. 또 사진이나 그림 등에서 재귀의 형태를 사용하는 경우도 있다.

## 예시

### 계승
계승 (수학)을 구하는 법은 재귀가 가장 많이 이용되는 예의 하나이다. 예컨대, C로 계승을 구하는 방법은 다음 코드와 같다.

#### C
```
 
unsigned
 
int
 
factorial
(
unsigned
 
int
 
n
)

 
{

     
if
 
(
n
 
<=
 
1
)

         
return
 
1
;

     
else

         
return
 
n
 
*
 
factorial
(
n
-1
);

 
}

```

#### 스칼라
```
  
def
 
factorial
(
n
:
 
Int
):
 
Int
 
=
 
if
 
(
n
 
<=
 
1
)
 
1
 
else
 
n
 
*
 
factorial
(
n
-
1
)

```

이 코드에서는 함수의 값을 반환할 때 그 자신에 n-1의 인자를 넘겨 다시 호출하는 재귀를 사용하고 있다.

## 같이 보기
- 재귀
- 재귀 약자
- 꼬리 재귀